# Argithea
Argithea (griechisch Αργιθέα (f. sg.)) ist eine Gemeinde im Südwesten der griechischen Region Thessalien. Sie besteht aus 72 kleinen Dörfern, Weilern und Wohnplätzen, von denen nur acht im Jahr 2011 mehr als 100 Einwohner hatten. Größte Siedlung ist Argithea mit 194 Einwohnern, Verwaltungssitz Anthiro mit 167 Einwohnern.

## Geografie

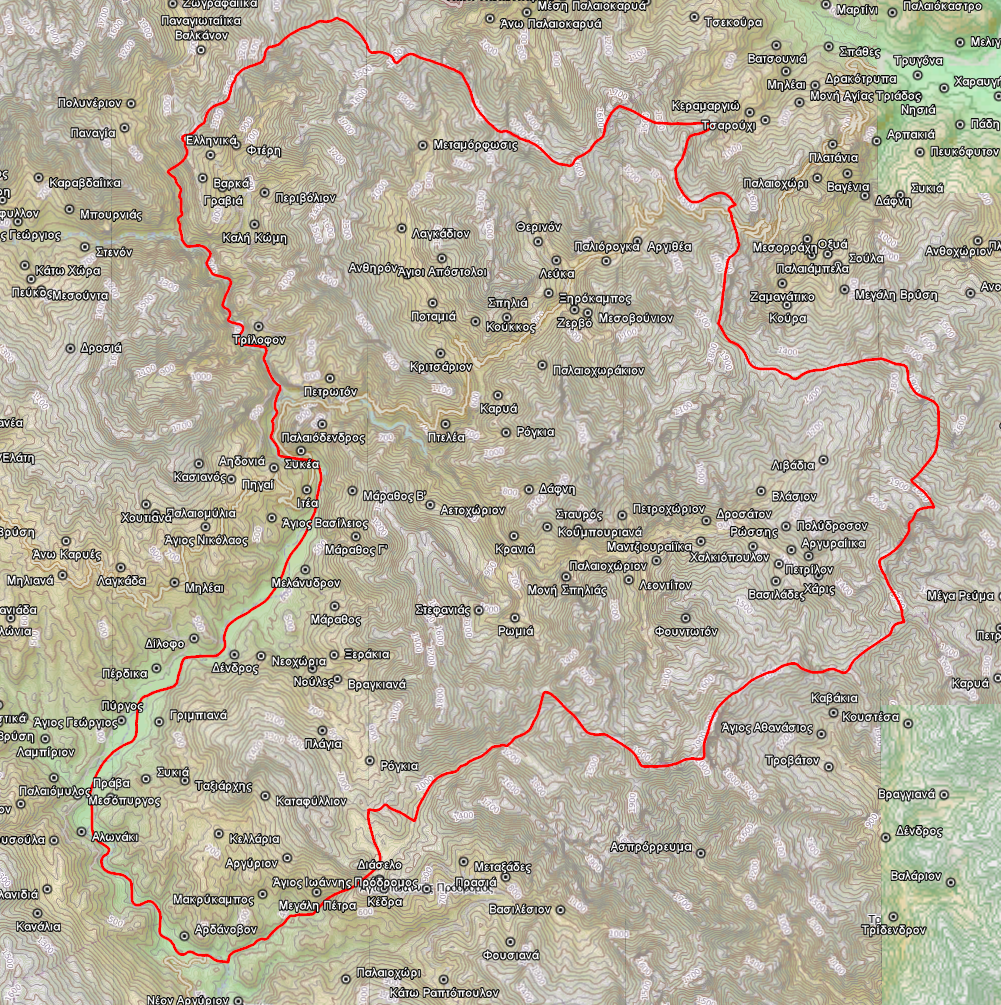
Topografische Karte Argitheas

Argithea liegt im Nördlichen Agrafa-Gebirge. Der Gipfel des Karava (2184 m) als höchster Punkt im Nord-Agrafa liegt im Nordosten des Gemeindegebiets; sein Massiv grenzt die Gemeinde zur Nachbargemeinde Mouzaki ab. Der Bergstock des Voutsikaki (2154 m) trennt Argithea im Osten von Limni Plastira, im Süden bildet der Delidimi (2163 m) die Grenze zur Gemeinde Agrafa und der Region Mittelgriechenland. Westlich wird die Gemeinde durch den Fluss Acheloos begrenzt, er bildet die Grenze zur Region Epirus mit dem Tzoumerka-Gebirge und dem Territorium der Gemeinden Kendrika Tzoumerka und Georgios Karaiskakis. Der tiefste Punkt des Gemeindegebiets liegt am Acheloos im äußersten Süden der Gemeinde auf rund 300 m Höhe, hier grenzt Argithea an die westgriechische Gemeinde Amfilochia. Bei Petroto mündet der Leskovitiko oder Petriliotis in den Acheloos, er und der ihm südlich zufließende Platanias bilden die tiefen Täler, an deren Hängen die meisten der Dörfer der Gemeinde liegen.

## Gemeindegeschichte
Argithea ist nach der gleichnamigen antiken Hauptstadt Athamaniens benannt (altgriechisch Ἀργιθέα), deren Überreste man im modernen Dorf Argithea vermutet hat. Sie wurde zwei Jahre nach dem Anschluss Thessaliens an Griechenland als Stadtgemeinde (dimos) anerkannt und bestand zunächst von 1883 bis 1912. Sitz dieser Gemeinde war anfangs Koumbouriana, ab 1900 Stefaniada. 1912 spaltete man die Gemeinde in 20 kleine Landgemeinden (kinotita). 1927 wurde das Dorf Knisovo in Argithea umbenannt. Die 20 Landgemeinden wurden 1997 zunächst zu drei Gemeinden (Acheloos, Argithea und Anatoliki Argithea, letztere bis 2001 als Dimos Athamanon ‚Gemeinde der Athamanier‘), 2010 schließlich wieder zu einer Gemeinde zusammengefasst, deren Sitz nun Anthiro wurde.
Wie in ganz Griechenland wurden auch im Gebiet Argitheas zahlreiche Dörfer während des 20. Jahrhunderts umbenannt:
| Heutiger Name | griechisch   | Alter Name         | griechisch         | bis       |
| ------------- | ------------ | ------------------ | ------------------ | --------- |
| Aetochori     | Αετοχώρι     | Markelesi          | Μαρκελέσι          | 1957      |
| Anthiro       | Ανθηρό       | Boukovitsa         | Μπουκοβίτσα        | 1930      |
| Argithea      | Αργιθέα      | Knisovo            | Κνίσοβο            | 1927      |
| Charis        | Χάρις        | Krania             | Κρανιά             | 1963      |
| Dafni         | Δάφνη        | Koziokari          | Κοζιοκάρι          | 1962      |
| Drosato       | Δροσάτο      | Mezilo             | Μεζίλο             | 1957      |
| Ellinika      | Ελληνικά     | Martintsiko        | Μαρτιντσικό        | 1930      |
| Foundoto      | Φουντωτό     | Koumblesi          | Κουμπλέσι          | 1930      |
| Kali Komi     | Καλή Κώμη    | Molentziko         | Μολεντζικό         | 1930      |
| Karya         | Καρυά        | Trizolo            | Τριζόλο            | 1957      |
| Katafylli     | Καταφύλλι    | Selipiana          | Σελιπιανά          | 1930      |
| Marathos      | Μάραθος      | Arachovitsa        | Αραχωβίτσα         | 1928      |
| Megali Petra  | Μεγάλη Πέτρα | Grialista Gralista | Γριαλίστα Γράλιστα | 1940 1957 |
| Metamorfosi   | Μεταμόρφωση  | Katousi            | Κατούσι            | 1928      |
| Perivoli      | Περιβόλι     | Krania             | Κρανιά             | 1962      |
| Petrilo       | Πετρίλο      | Magiros            | Μάγειρος           | 1971      |
| Petrochori    | Πετροχώρι    | Spyrelo            | Σπυρέλο            | 1957      |
| Petroto       | Πετρωτό      | Liaskovo           | Λιάσκοβο           | 1928      |
| Polydroso     | Πολύδροσο    | Kamboureika        | Καμπουραίικα       | 1928      |
| Ptelea        | Πτελέα       | Vaitsia            | Βαϊτσια            | 1957      |
| Therino       | Θερινό       | Glogovitsa         | Γλογοβίτσα         | 1957      |
| Trilofo       | Τρίλοφο      | Douglista          | Ντούγλιστα         | 1957      |

## Gemeindegliederung
Die bis 1997 bestehenden 27 Gemeinden haben seit 2011 den Status von Ortsgemeinschaften (Ez. gr. topiki kinotita) und wählen Ortsvorsteher als Lokalvertretung. Die Einwohnerzahlen stammen aus dem Ergebnis der Volkszählung 2011.

Lage des Gemeindebezirks Acheloos

- Gemeindebezirk Acheloos – Δημοτική Ενότητα Αχελώου – Αχελώος – 1.168
  - Ortsgemeinschaft Argyri – Τοπική Κοινότητα Αργυρίου – 227
    - Argyri – Αργύρι – 115
    - Makrykambos – Μακρύκαμπος – 52
    - Megali Petra – Μεγάλη Πέτρα – 60

  - Ortsgemeinschaft Vrangiana – Τοπική Κοινότητα Βραγκιανών – 502
    - Vrangiama – Βραγκιανά – 134
    - Grimbiana – Γριμπιανά – 84
    - Dendros – Δένδρος – 50
    - Neochoria – Νεοχώρια – 91
    - Noules – Νούλες – 23
    - Xerakia – Ξεράκια – 18
    - Plagia – Πλάγια – 4
    - Rongia – Ρόγκια – 98

  - Ortsgemeinschaft Katafylli – Τοπική Κοινότητα Καταφυλλίου – 231
    - Ardanovo – Αρδάνοβο – 28
    - Katafylli – Καταφύλλι – 44
    - Kellaria – Κελλάρια – 48
    - Prava – Πράβα – 42
    - Sykia – Συκιά – 35
    - Taxiarchis – Ταξιάρχης – 34

  - Ortsgemeinschaft Marathos – Τοπική Κοινότητα Μαράθου – 208
    - 2. Marathos – Μάραθος Β' – 33
    - Marathos – Μάραθος – 117
    - Melanydro – Μελάνυδρο – 58

Lage des Gemeindebezirks Anatoliki Arithea

- Gemeindebezirk Anatoliki Argithea – Δημοτική Ενότητα Ανατολικής Αργιθέας – Ανατολική Αργιθέα – 908
  - Ortsgemeinschaft Vlasi – Τοπική Κοινότητα Βλασίου – Βλάσι – 98
  - Ortsgemeinschaft Drosato – Τοπική Κοινότητα Δροσάτου – Δροσάτο – 42
  - Ortsgemeinschaft Koumbouriana – Τοπική Κοινότητα Κουμπουριανών – 93
    - Dafni – Δάφνη – unbewohnt
    - Koumbouriana – Κουμπουριανά – 69
    - Krania – Κρανιά – 5
    - Moni Spilias – Μονή Σπηλιάς – 10
    - Stavros – Σταυρός – 9

  - Ortsgemeinschaft Leondito – Τοπική Κοινότητα Λεοντίτου – Λεοντίτο – 98
  - Ortsgemeinschaft Petrilo – Τοπική Κοινότητα Πετρίλου – 315
    - Argyreika – Αργυραίικα – 30
    - Vasilades – Βασιλάδες – 64
    - Livadia – Λιβάδια – 26
    - Petrilo – Πετρίλο – 52
    - Polydroso – Πολύδροσο – 53
    - Rossis – Ρώσσης – 36
    - Chalkiopoulo – Χαλκιόπουλο – 6
    - Charis – Χάρις – 48

  - Ortsgemeinschaft Petrochori – Τοπική Κοινότητα Πετροχωρίου – Πετροχώρι – 113
  - Ortsgemeinschaft Stefaniada – Τοπική Κοινότητα Στεφανιάδος – 93
    - Aetochori – Αετοχώρι – 30
    - 3. Marathos – Μάραθος Γ' – 10
    - Romia – Ρωμιά – 22
    - Stefaniada – Στεφανιάδα – 31

  - Ortsgemeinschaft Foundoto – Τοπική Κοινότητα Φουντωτού – 56
    - Mantzioureika – Μαντζιουραίϊκα – 9
    - Paleochori – Παλαιοχώρι – 33
    - Foundoto –  Φουντωτό – 14

Lage des Gemeindebezirks Argithea

- Gemeindebezirk Argithea – Δημοτική Ενότητα Αργιθέας – 1.374
  - Ortsgemeinschaft Anthiro – Τοπική Κοινότητα Ανθηρού – 462
    - Agii Apostoli – Άγιοι Απόστολοι – 2
    - Anthiro – Ανθηρόν – 167
    - Koukkos – Κούκκος – 11
    - Krotsari – Κριτσάρι – 35
    - Langadi – Λαγκάδι – 102
    - Metamorfosi – Μεταμόρφωση – 105
    - Potamia – Ποταμιά – 16
    - Spilia – Σπηλιά – 24

  - Ortsgemeinschaft Argithea – Τοπική Κοινότητα Αργιθέας – 209
    - Argithea – Αργιθέα – 194
    - Palioronga – Παλιόρογκα – 15

  - Ortsgemeinschaft Ellinika – Τοπική Κοινότητα Ελληνικών – 142
    - Varka – Βαρκά – 23
    - Ellinika – Ελληνικά – 91
    - Fteri – Φτέρη – 28

  - Ortsgemeinschaft Therino – Τοπική Κοινότητα Θερινού – 79
    - Therino – Θερινό – 56
    - Lefka – Λεύκα – 6
    - Xirokambos – Ξηρόκαμπος – 17

  - Ortsgemeinschaft Kali Komi – Τοπική Κοινότητα Καλής Κώμης – 135
    - Gravia – Γραβιά – 38
    - Kali Komi – Καλή Κώμη – 71
    - Perivoli – Περιβόλι – 26

  - Ortsgemeinschaft Karya – Τοπική Κοινότητα Καρυάς – 137
    - Karya – Καρυά – 49
    - Paleochoraki – Παλαιοχωράκι – 23
    - Ptelea – Πτελέα – 19
    - Rongia – Ρόγκια – 46

  - Ortsgemeinschaft Mesovouni – Τοπική Κοινότητα Μεσοβουνίου – 82
    - Zervo – Ζερβό – 31
    - Mesovouni – Μεσοβούνι – 51

  - Ortsgemeinschaft Petroto – Τοπική Κοινότητα Πετρωτού – 128
    - Paleodendros – Παλαιόδενδρος – 6
    - Petroto – Πετρωτό – 68
    - Sykia – Συκιά – 12
    - Trilofo – Τρίλοφο – 42